# 八雲町
八雲町（やくもちょう）は、北海道渡島総合振興局にある町。

## 概要
八雲町は渡島半島の北部にあり、函館市と室蘭市の中間に位置している。町名は尾張徳川家17代当主の徳川慶勝が豊かで平和な理想郷建設を願い、日本最古の和歌である須佐之男命（スサノオノミコト）が読んだ「八雲立つ 出雲八重垣妻籠みに 八重垣作る その八重垣を」を引用して名づけたことに由来している。2005年（平成17年）10月1日に旧八雲町と熊石町が合併した新八雲町となり、日本国内で唯一となる太平洋と日本海に面する町になった。地図上では黒松内町も同様に日本海と太平洋に面しているように見えるが、日本海側、太平洋側ともごく僅かに他の町に遮られ、面していない。

## 地理
渡島半島北部にあって半島を横断して東に内浦湾（噴火湾）、西に日本海に面している。地勢や気象は東西で大きく異なっており、東部地区（八雲地域）では河川が扇状に支流を広げて下流域に平地や丘陵地を形成している。西部地区（熊石地域）は海抜1,000 mを超える山々が連なって分水嶺から急峻な斜面と段丘が海岸に迫っており、平坦地が少なく大半が森林になっている。また、海岸線の大半は岩礁地帯になっている。見市川流域や海岸線の一部は檜山道立自然公園になっている。

### 地形

#### 山地
主な山
- 遊楽部岳（1,277.0 m）
- 冷水岳（1,175.0 m）
- 太櫓岳（1,053.6 m）
- ペンケ岳（855.7 m）
- 雄鉾岳（999.5 m）
- 砂蘭部岳（984.1 m）
- 突符山（849.8 m）
- 鍋岳（928.1 m）
- 狗神岳（899.5 m）
- キムンタップコップ岳（322m）
- トワルタップコップ岳（318m）

#### 河川
主な川
- 遊楽部川
- 砂蘭部川
- 野田追川
- 落部川
- 見市川
- 相沼内川

#### 湖沼
主な湖
- 相沼内湖（ダム湖）

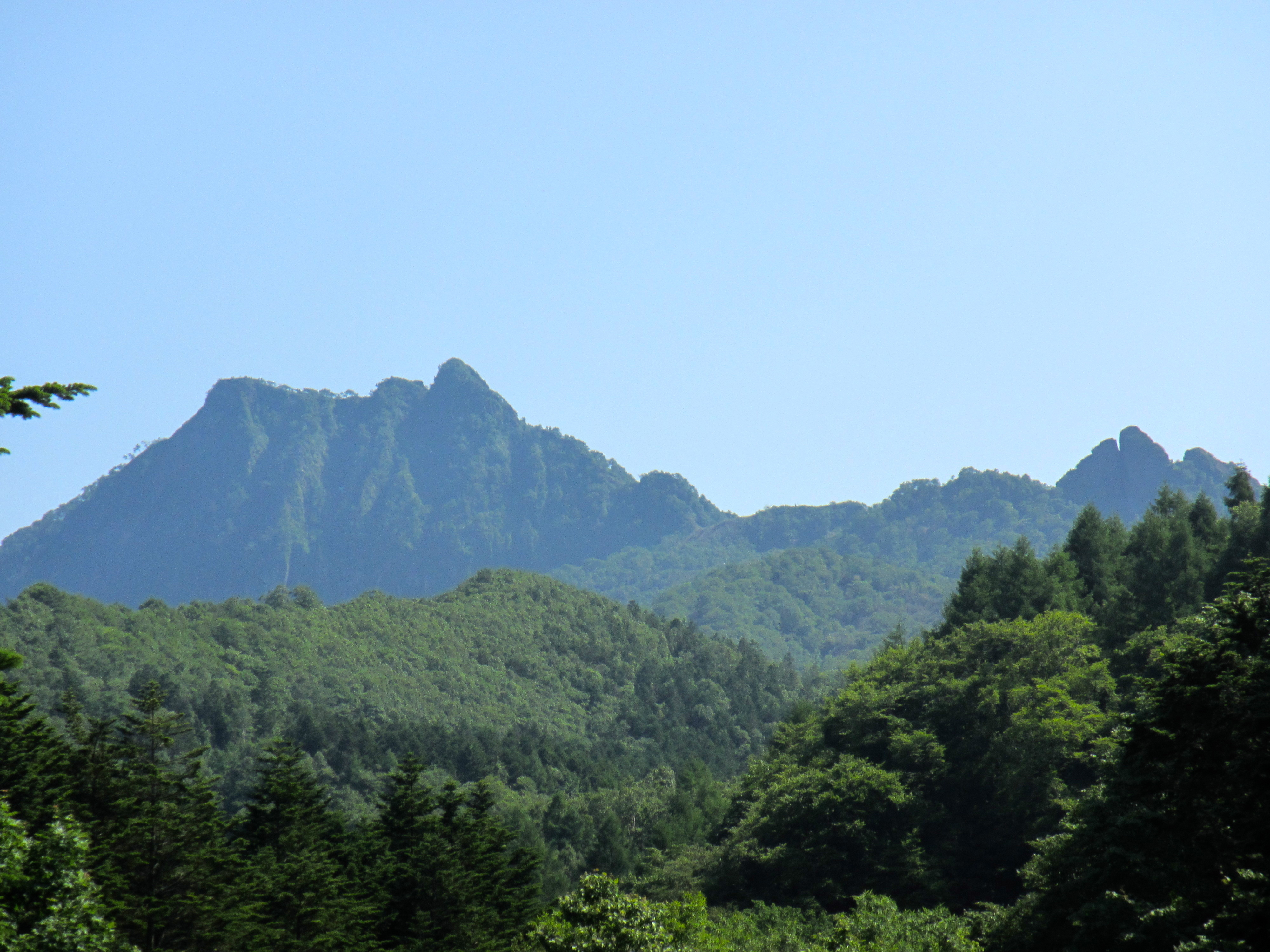
雄鉾岳と割れ岩（2013年7月）
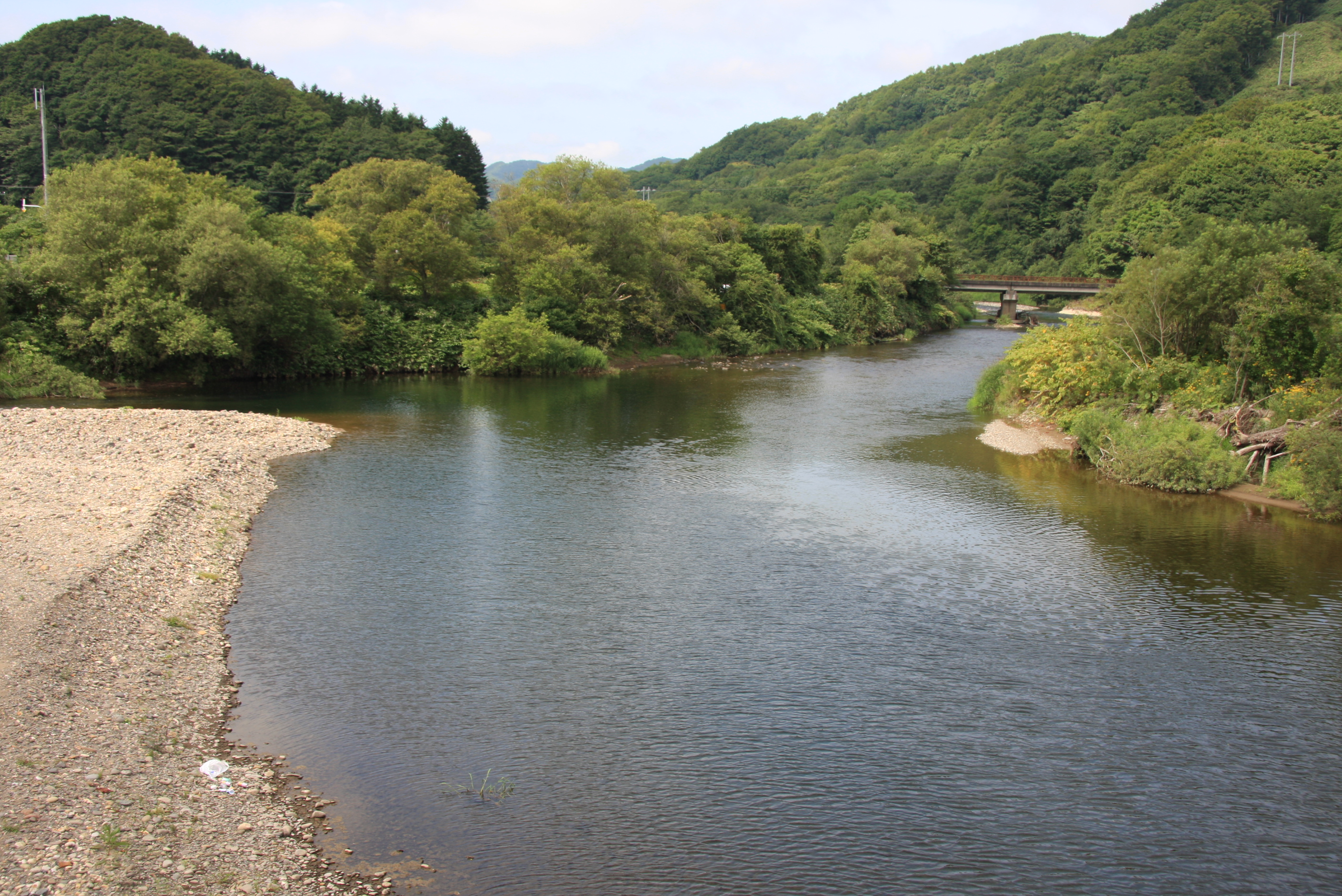
遊楽部川（2012年8月）

### 気候
気候は太平洋側と日本海側で異なっており、太平洋側(八雲)はオホーツク海高気圧の影響を受けた冷涼性の海洋性気候であり、年平均気温は7.9℃で夏季に霧が発生することがある。日本海側(熊石)は対馬暖流の影響を受けた比較的温暖な地域になっており、年平均気温は9.3℃となっている。降水量は太平洋側では夏が多くて冬に少なくなるのに対して、日本海側では冬が多くて夏に少なくなる傾向が見られる。
| 八雲（1991年 - 2020年）の気候      | 八雲（1991年 - 2020年）の気候 | 八雲（1991年 - 2020年）の気候 | 八雲（1991年 - 2020年）の気候 | 八雲（1991年 - 2020年）の気候 | 八雲（1991年 - 2020年）の気候 | 八雲（1991年 - 2020年）の気候 | 八雲（1991年 - 2020年）の気候 | 八雲（1991年 - 2020年）の気候 | 八雲（1991年 - 2020年）の気候 | 八雲（1991年 - 2020年）の気候 | 八雲（1991年 - 2020年）の気候 | 八雲（1991年 - 2020年）の気候 | 八雲（1991年 - 2020年）の気候 |
| 月                                 | 1月                           | 2月                           | 3月                           | 4月                           | 5月                           | 6月                           | 7月                           | 8月                           | 9月                           | 10月                          | 11月                          | 12月                          | 年                            |
| ---------------------------------- | ----------------------------- | ----------------------------- | ----------------------------- | ----------------------------- | ----------------------------- | ----------------------------- | ----------------------------- | ----------------------------- | ----------------------------- | ----------------------------- | ----------------------------- | ----------------------------- | ----------------------------- |
| 最高気温記録 °C （°F）             | 10.3 (50.5)                   | 13.7 (56.7)                   | 16.0 (60.8)                   | 24.2 (75.6)                   | 27.5 (81.5)                   | 30.4 (86.7)                   | 34.1 (93.4)                   | 33.4 (92.1)                   | 31.6 (88.9)                   | 26.9 (80.4)                   | 22.1 (71.8)                   | 15.5 (59.9)                   | 34.1 (93.4)                   |
| 平均最高気温 °C （°F）             | −0.1 (31.8)                   | 0.7 (33.3)                    | 4.5 (40.1)                    | 10.1 (50.2)                   | 15.0 (59)                     | 18.5 (65.3)                   | 22.4 (72.3)                   | 24.7 (76.5)                   | 22.4 (72.3)                   | 16.3 (61.3)                   | 9.0 (48.2)                    | 2.1 (35.8)                    | 12.1 (53.8)                   |
| 日平均気温 °C （°F）               | −3.3 (26.1)                   | −2.8 (27)                     | 0.7 (33.3)                    | 5.9 (42.6)                    | 10.7 (51.3)                   | 14.7 (58.5)                   | 19.0 (66.2)                   | 20.9 (69.6)                   | 17.6 (63.7)                   | 11.1 (52)                     | 4.7 (40.5)                    | −1.2 (29.8)                   | 8.1 (46.6)                    |
| 平均最低気温 °C （°F）             | −7.1 (19.2)                   | −6.9 (19.6)                   | −3.4 (25.9)                   | 1.5 (34.7)                    | 6.6 (43.9)                    | 11.4 (52.5)                   | 16.2 (61.2)                   | 17.6 (63.7)                   | 12.9 (55.2)                   | 6.0 (42.8)                    | 0.4 (32.7)                    | −4.7 (23.5)                   | 4.2 (39.6)                    |
| 最低気温記録 °C （°F）             | −18.3 (−0.9)                  | −19.0 (−2.2)                  | −14.1 (6.6)                   | −8.9 (16)                     | −1.4 (29.5)                   | 1.8 (35.2)                    | 6.7 (44.1)                    | 8.8 (47.8)                    | 3.4 (38.1)                    | −1.9 (28.6)                   | −8.3 (17.1)                   | −14.4 (6.1)                   | −19.0 (−2.2)                  |
| 降水量 mm （inch）                 | 74.2 (2.921)                  | 69.9 (2.752)                  | 69.4 (2.732)                  | 84.0 (3.307)                  | 100.1 (3.941)                 | 77.9 (3.067)                  | 132.5 (5.217)                 | 195.2 (7.685)                 | 157.9 (6.217)                 | 103.9 (4.091)                 | 116.6 (4.591)                 | 99.1 (3.902)                  | 1,294.1 (50.949)              |
| 降雪量 cm （inch）                 | 185 (72.8)                    | 153 (60.2)                    | 99 (39)                       | 9 (3.5)                       | 0 (0)                         | 0 (0)                         | 0 (0)                         | 0 (0)                         | 0 (0)                         | 0 (0)                         | 35 (13.8)                     | 150 (59.1)                    | 628 (247.2)                   |
| 平均降水日数 （≥1.0 mm）           | 17.2                          | 15.3                          | 12.9                          | 10.4                          | 10.5                          | 8.4                           | 9.8                           | 10.3                          | 11.0                          | 12.2                          | 15.2                          | 17.8                          | 151.1                         |
| 平均月間日照時間                   | 64.8                          | 83.4                          | 134.4                         | 177.0                         | 181.1                         | 138.2                         | 116.5                         | 139.7                         | 159.0                         | 148.0                         | 91.4                          | 64.6                          | 1,500.9                       |
| 出典1：Japan Meteorological Agency |                               |                               |                               |                               |                               |                               |                               |                               |                               |                               |                               |                               |                               |
| 出典2：気象庁                      |                               |                               |                               |                               |                               |                               |                               |                               |                               |                               |                               |                               |                               |

| 熊石（1991年 - 2020年）の気候      | 熊石（1991年 - 2020年）の気候 | 熊石（1991年 - 2020年）の気候 | 熊石（1991年 - 2020年）の気候 | 熊石（1991年 - 2020年）の気候 | 熊石（1991年 - 2020年）の気候 | 熊石（1991年 - 2020年）の気候 | 熊石（1991年 - 2020年）の気候 | 熊石（1991年 - 2020年）の気候 | 熊石（1991年 - 2020年）の気候 | 熊石（1991年 - 2020年）の気候 | 熊石（1991年 - 2020年）の気候 | 熊石（1991年 - 2020年）の気候 | 熊石（1991年 - 2020年）の気候 |
| 月                                 | 1月                           | 2月                           | 3月                           | 4月                           | 5月                           | 6月                           | 7月                           | 8月                           | 9月                           | 10月                          | 11月                          | 12月                          | 年                            |
| ---------------------------------- | ----------------------------- | ----------------------------- | ----------------------------- | ----------------------------- | ----------------------------- | ----------------------------- | ----------------------------- | ----------------------------- | ----------------------------- | ----------------------------- | ----------------------------- | ----------------------------- | ----------------------------- |
| 最高気温記録 °C （°F）             | 10.3 (50.5)                   | 11.8 (53.2)                   | 18.0 (64.4)                   | 22.5 (72.5)                   | 26.0 (78.8)                   | 28.9 (84)                     | 33.3 (91.9)                   | 33.5 (92.3)                   | 31.9 (89.4)                   | 24.4 (75.9)                   | 20.1 (68.2)                   | 14.9 (58.8)                   | 33.5 (92.3)                   |
| 平均最高気温 °C （°F）             | 0.6 (33.1)                    | 1.3 (34.3)                    | 5.0 (41)                      | 10.6 (51.1)                   | 15.7 (60.3)                   | 19.8 (67.6)                   | 23.4 (74.1)                   | 25.7 (78.3)                   | 22.8 (73)                     | 16.7 (62.1)                   | 9.5 (49.1)                    | 3.0 (37.4)                    | 12.8 (55)                     |
| 日平均気温 °C （°F）               | −2.0 (28.4)                   | −1.4 (29.5)                   | 1.8 (35.2)                    | 7.0 (44.6)                    | 11.8 (53.2)                   | 16.0 (60.8)                   | 20.1 (68.2)                   | 21.9 (71.4)                   | 18.7 (65.7)                   | 12.7 (54.9)                   | 6.2 (43.2)                    | 0.2 (32.4)                    | 9.4 (48.9)                    |
| 平均最低気温 °C （°F）             | −4.7 (23.5)                   | −4.3 (24.3)                   | −1.5 (29.3)                   | 3.0 (37.4)                    | 7.9 (46.2)                    | 12.6 (54.7)                   | 17.2 (63)                     | 18.6 (65.5)                   | 14.8 (58.6)                   | 8.7 (47.7)                    | 2.7 (36.9)                    | −2.5 (27.5)                   | 6.1 (43)                      |
| 最低気温記録 °C （°F）             | −13.1 (8.4)                   | −13.7 (7.3)                   | −9.4 (15.1)                   | −4.6 (23.7)                   | 0.4 (32.7)                    | 4.6 (40.3)                    | 9.6 (49.3)                    | 11.0 (51.8)                   | 5.6 (42.1)                    | −0.3 (31.5)                   | −7.8 (18)                     | −12.4 (9.7)                   | −13.7 (7.3)                   |
| 降水量 mm （inch）                 | 84.9 (3.343)                  | 71.0 (2.795)                  | 64.9 (2.555)                  | 90.5 (3.563)                  | 134.3 (5.287)                 | 98.2 (3.866)                  | 177.5 (6.988)                 | 179.6 (7.071)                 | 140.8 (5.543)                 | 121.3 (4.776)                 | 116.3 (4.579)                 | 109.3 (4.303)                 | 1,383.3 (54.461)              |
| 降雪量 cm （inch）                 | 152 (59.8)                    | 124 (48.8)                    | 62 (24.4)                     | 1 (0.4)                       | 0 (0)                         | 0 (0)                         | 0 (0)                         | 0 (0)                         | 0 (0)                         | 0 (0)                         | 14 (5.5)                      | 91 (35.8)                     | 442 (174)                     |
| 平均降水日数 （≥1.0 mm）           | 19.1                          | 15.5                          | 12.5                          | 10.8                          | 11.0                          | 9.2                           | 12.2                          | 9.8                           | 10.8                          | 12.9                          | 15.8                          | 18.9                          | 157.6                         |
| 平均月間日照時間                   | 46.0                          | 64.1                          | 127.0                         | 164.3                         | 166.6                         | 158.9                         | 130.3                         | 157.3                         | 166.6                         | 142.6                         | 75.0                          | 43.4                          | 1,454.5                       |
| 出典1：Japan Meteorological Agency |                               |                               |                               |                               |                               |                               |                               |                               |                               |                               |                               |                               |                               |
| 出典2：気象庁                      |                               |                               |                               |                               |                               |                               |                               |                               |                               |                               |                               |                               |                               |

### 消滅集落
2015年(平成27年）に集計された国勢調査の統計によれば、以下の集落は調査時点で人口0人の消滅集落となっている。
- 八雲町 - 熊石泉岱町

### 人口
| |                                        |  |
| 八雲町と全国の年齢別人口分布（2005年） | 八雲町の年齢・男女別人口分布（2005年） |  |
| ■紫色 ― 八雲町 ■緑色 ― 日本全国 | ■青色 ― 男性 ■赤色 ― 女性              |  |
| 八雲町（に相当する地域）の人口の推移 \| 1970年（昭和45年） \| 28,191人 \| \| \| 1975年（昭和50年） \| 26,296人 \| \| \| 1980年（昭和55年） \| 26,359人 \| \| \| 1985年（昭和60年） \| 25,621人 \| \| \| 1990年（平成2年） \| 23,781人 \| \| \| 1995年（平成7年） \| 22,315人 \| \| \| 2000年（平成12年） \| 21,438人 \| \| \| 2005年（平成17年） \| 20,131人 \| \| \| 2010年（平成22年） \| 18,899人 \| \| \| 2015年（平成27年） \| 17,252人 \| \| \| 2020年（令和2年） \| 15,826人 \| \| |                                        |  |
| 総務省統計局 国勢調査より |                                        |  |
| 1970年（昭和45年） | 28,191人                               |  |
| 1975年（昭和50年） | 26,296人                               |  |
| 1980年（昭和55年） | 26,359人                               |  |
| 1985年（昭和60年） | 25,621人                               |  |
| 1990年（平成2年） | 23,781人                               |  |
| 1995年（平成7年） | 22,315人                               |  |
| 2000年（平成12年） | 21,438人                               |  |
| 2005年（平成17年） | 20,131人                               |  |
| 2010年（平成22年） | 18,899人                               |  |
| 2015年（平成27年） | 17,252人                               |  |
| 2020年（令和2年） | 15,826人                               |  |

### 隣接する自治体
北海道
- 渡島総合振興局
  - 山越郡長万部町
  - 茅部郡森町
- 檜山振興局
  - 檜山郡厚沢部町
  - 爾志郡乙部町
  - 久遠郡せたな町
  - 瀬棚郡今金町

## 歴史
旧八雲町は、江戸時代にアイヌと交易するために和人が住み始め、1801年（享和元年）に日本国内最北の関所となる「山越内関門」を設置した。旧尾張藩の藩主徳川慶勝が北海道開拓と併せて旧臣の生計を確保するため、遊楽部の土地の下付を願い出て1878年（明治11年）に家族持15戸、単身者10名、総人員82名を移住させたことから開拓が始まった。1881年（明治14年）に黒岩とともに独立して八雲村となった。その後、国道の開通によって役場をはじめとした各機関が山越内村から八雲村に移り、1902年（明治35年）の北海道二級町村制施行により両村が合併して八雲村となった。
旧熊石町は、鎌倉時代後期の1296年（永仁4年）に日蓮の六老僧の1人である日持が熊石の地を訪れている事が記録に残っている。1691年（元禄4年）には和人地のエゾ地境界として相沼から熊石に番所が移されて当時の日本国内最北端の地となったが、1741年（寛保元年）の渡島大島（松前大島）の噴火によって村損壊の危機に陥ったが、1744年（永享元年）頃から有力者の移住によって新たな村づくりが進められ、ニシンの千石場所として繁栄した。 1873年（明治6年）に熊石、泊川、相沼の3村に戸長が任命され、1902年（明治35年）の北海道二級町村制によって熊石村として発足し、1962年（昭和37年）に町制施行して熊石町となった。

### 年表
- 江戸時代は松前藩と関係がある。

明治
- 1869年（明治02年）：蝦夷地を北海道と改称し、11国86郡とする[11]。八雲地方は胆振国山越郡、落部地方は渡島国茅部郡となる[11]。
- 1872年（明治05年）：山越内に函館出張開拓使庁の出張所設置（1877年廃止）[11]。
- 1878年（明治11年）：徳川慶勝が遊楽部の官有地払下げを受け、開墾地を「徳川家開墾試験場」と称す[11]。
- 1879年（明治12年）：山越郡山越内村及び茅部郡落部村に戸長役場設置[11]。徳川家が鷲の巣（現在の立岩）の土地払下げを受ける[11]。
- 1881年（明治14年）：遊楽部及び黒岩の区域が山越郡山越内村から分立して山越郡八雲村が発足する、山越内村外一ヶ村戸長役場設置[11]。茅部郡落部村の区域の内、野田生、由追及び沼尻の区域が山越郡山越内村に編入[11]。
- 1882年（明治15年）：辻村勘治が舶来品の小型澱粉機を購入し、でんぷん製造を試みる[11]。
- 1884年（明治17年）：八雲神社神殿落成[11]。
- 1885年（明治18年）：公立八雲病院開設（1896年廃止）[11]。
- 1889年（明治22年）：森−長万部間の国道開通[11]。
- 1890年（明治23年）：戸長役場を山越内村から八雲村に移し、八雲村外一ヶ村戸長役場と改称[11]。
- 1897年（明治30年）：郡役所を廃止し、支庁設置。亀田支庁の管轄下となる[11]。
- 1902年（明治35年）：北海道二級町村制施行に伴って山越郡八雲村及び山越内村の区域をもって、山越郡八雲村が発足する[11]。
- 1903年（明治36年）：鉄道開通に伴い、野田追駅（現在の野田生駅）、山越内駅（現在の山越駅）、八雲駅、黒岩駅開設[11]。
- 1907年（明治40年）：北海道一級町村制施行[11]。

大正
- 1912年（大正元年）：梅村庭園創設
- 1915年（大正04年）：北海道二級町村制施行により茅部郡落部村の区域をもって茅部郡落部村が発足する[11]。
- 1919年（大正08年）：町制施行して山越郡八雲町となる[11]。

昭和
- 1933年（昭和08年）：八雲−熊石間道路開通[11]。
- 1943年（昭和18年）：八雲陸軍飛行場（現在の航空自衛隊八雲分屯基地）完成[11]。
- 1944年（昭和19年）：日本医療団八雲病院設置（日本医療団解散に伴い廃止）[11]。
- 1945年（昭和20年）：アメリカ軍による北海道空襲。
- 1948年（昭和23年）：国立札幌病院八雲分院が分離独立し、国立八雲病院（現在の国立病院機構八雲病院）と改称[11]。徳川農場閉場（八雲産業設立）[11]。
- 1949年（昭和24年）：八雲町消防本部設置[11]。
- 1951年（昭和26年）：八雲−今金間道路開通[11]。
- 1953年（昭和28年）：熊石国保診療所（現在の八雲町熊石国民健康保険病院）開設[12]。
- 1954年（昭和29年）：昭和天皇、香淳皇后のお召し列車が八雲駅に停車。駅前奉迎が行われた[13]。
- 1955年（昭和30年）：「雪印八雲工場脱脂粉乳食中毒事件」発生。
- 1957年（昭和32年）：茅部郡落部村を編入する[11]。町立八雲病院（現在の八雲総合病院）開設[11]。
- 1962年（昭和37年）：八雲−厚沢部間道路開通[11]。
- 1966年（昭和41年）：八雲町育成牧場完成[11]。
- 1974年（昭和49年）：八雲温泉開湯。
- 1983年（昭和58年）：八雲バイパス供用開始。

平成
- 1999年（平成11年）：「シビックコア地区整備計画」策定[14]。
- 2002年（平成14年）：ハセガワデパート閉店[15]。
- 2005年（平成17年）：山越郡八雲町及び爾志郡熊石町が合併し、二海郡八雲町が発足する。
- 2006年（平成18年）：北海道立噴火湾パノラマパーク一部開園（2009年全面開園）[16]。道央自動車道八雲IC供用開始[17]。
- 2009年（平成21年）：道央自動車道落部IC供用開始[18]。
- 2014年（平成26年）：雲石道路全線開通[19]。八雲町情報交流物産館 丘の駅オープン[20]。

## 行政

### 役場
- 八雲町役場
  - 落部支所
  - 熊石総合支所
    - 相沼泊川出張所

### 道機関
- 北海道八雲保健所
- 渡島農業改良普及センター渡島北部支所
- 函館建設管理部八雲出張所
- 北海道八雲食肉衛生検査所

## 議会

### 町議会
- 議員定数16人[22]
- 定例会（3月・6月・9月・12月）[23]
- 臨時会[23]
- 常任委員会
  - 総務経済常任委員会[23]
  - 文教厚生常任委員会[23]
  - 広報広聴常任委員会[23]
- 議会運営委員会[23]
- 特別委員会
  - 予算特別委員会[23]
  - 決算特別委員会[23]

## 国家機関

### 厚生労働省
- 北海道労働局
  - 函館公共職業安定所 八雲出張所（ハローワーク八雲）

### 国土交通省
- 北海道開発局
  - 函館開発建設部 八雲道路事務所

### 財務省
国税庁
- 札幌国税局 八雲税務署

### 農林水産省
林野庁
- 北海道森林管理局 函館事務所管内
  - 渡島森林管理署
  - 八雲森林事務所
  - 大関森林事務所
  - 熊石森林事務所

### 防衛省
自衛隊
- 航空自衛隊航空総隊北部航空方面隊八雲分屯基地
- 自衛隊函館地方協力本部 八雲地域事務所

### 法務省
- 札幌法務局
  - 函館地方法務局 八雲出張所

検察庁
- 札幌高等検察庁函館地方検察庁
  - 八雲区検察庁・寿都区検察庁

### 裁判所
- 函館家庭裁判所八雲出張所
- 八雲簡易裁判所

### 独立行政･特殊法人
独立行政法人
- 国立病院機構八雲病院
- 水産研究・教育機構北海道区水産研究所八雲さけます事業所

特殊法人
- 日本司法支援センター函館地方事務所八雲法律事務所（法テラス八雲法律事務所）

公益社団法人
- 北海道栽培漁業振興公社熊石事業所

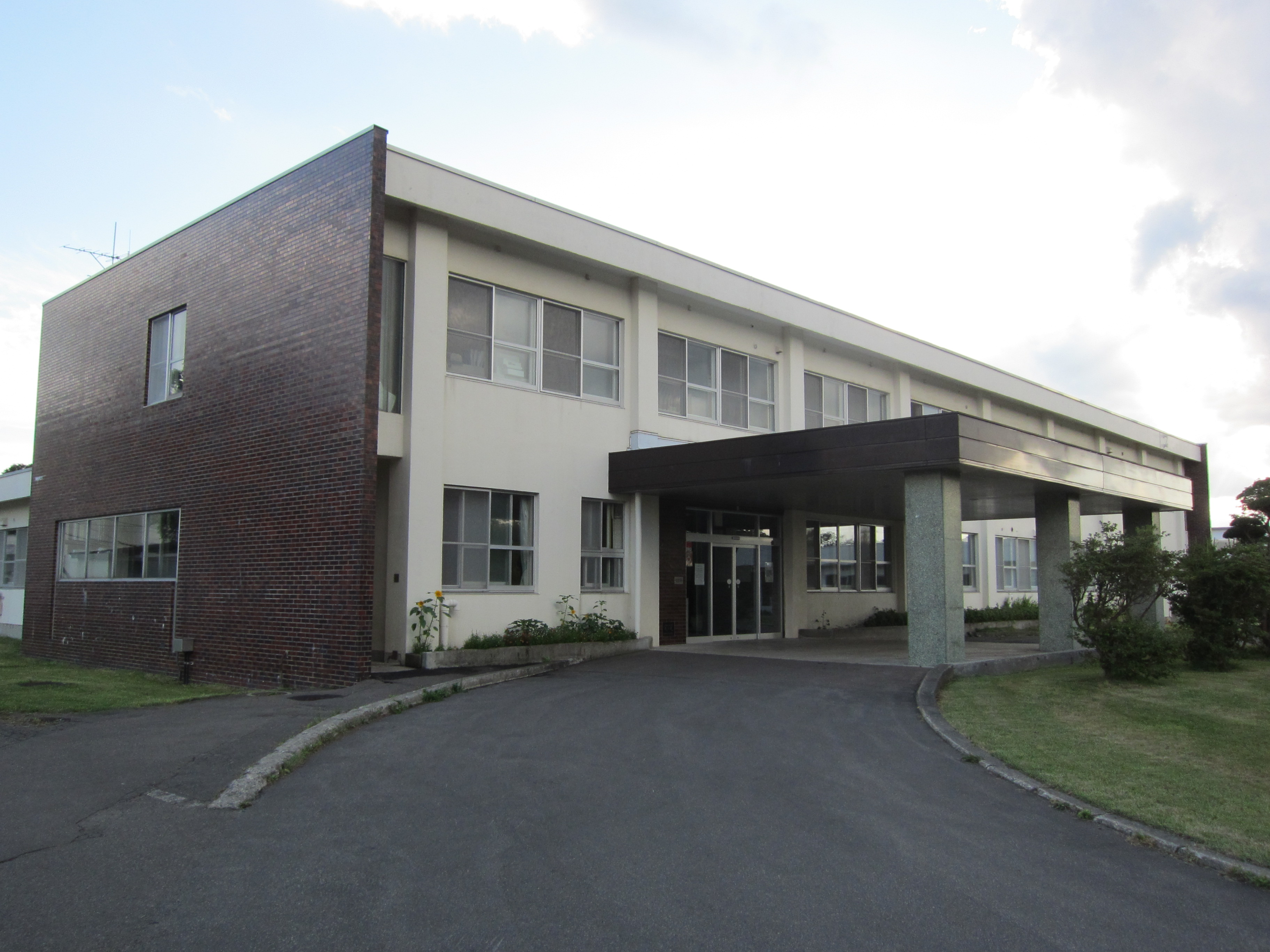
国立病院機構八雲病院（2011年8月）

## 施設

### 警察

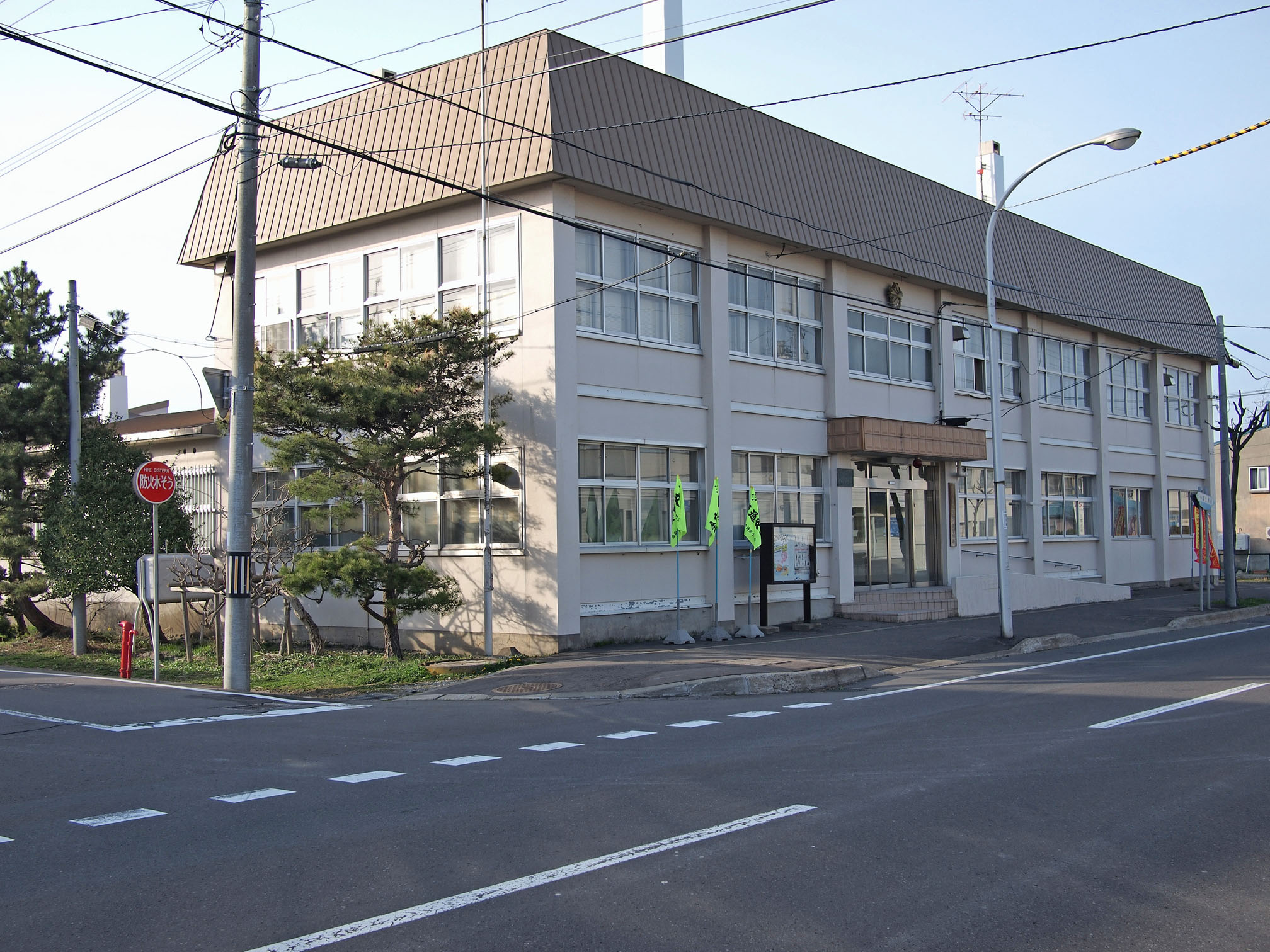
八雲警察署（2010年5月）

警察署
- 北海道函館方面八雲警察署

駐在所
- 落部駐在所
- 野田生駐在所
- 熊石駐在所
- 相沼駐在所

- 八雲警察署（2010年5月）

### 消防
本部
- 八雲町消防本部

消防署
- 八雲町八雲消防署
  - 落部出張所
- 八雲町熊石消防署
  - 相沼泊川出張所

### 医療
主な病院
- 八雲総合病院
- 八雲町熊石国民健康保険病院
- 国立病院機構八雲病院

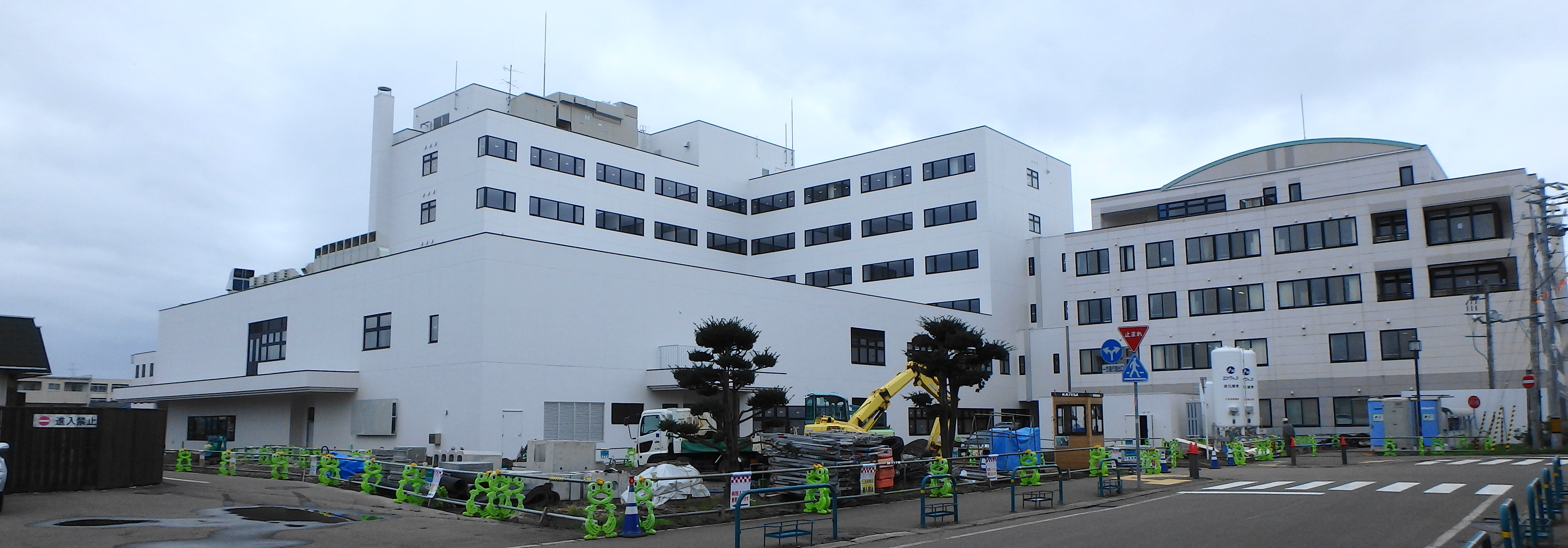
八雲総合病院（2015年9月）

### 郵便局
主な郵便局
- 八雲郵便局（集配局）：市街地・落部・野田生・黒岩地区
- 熊石郵便局（集配局）：熊石町市街地
- 館平郵便局（集配局）：熊石町館平地区
- 八雲駅前郵便局
- 八雲宮園郵便局
- 山越郵便局
- 落部郵便局
- 野田生郵便局
- 黒岩郵便局
- 関内郵便局

### 町施設
- 八雲町役場
- 八雲町公民館
- 八雲町総合体育館
  - 歩くスキー「ユーラップ」コース
- 八雲町立図書館
- 八雲町郷土資料館・木彫り熊資料館
- 熊石歴史記念館
- 八雲町活性化施設ファームメイド遊楽部館
- 八雲町民センター
- 落部町民センター
- 落部レクリエーションセンター
- 八雲町ふれあい交流センターくまいし館
- 熊石町民センター
- 熊石総合センター
- 八雲町総合保健福祉施設シルバープラザ
- 八雲町温水プール
- 八雲スポーツ公園
  - 陸上競技場、野球場、ソフトボール場、多目的グラウンド、テニスコート
- 八雲運動公園
  - 野球場、ソフトボール場、テニスコート
- 落部多目的グラウンド
- 八雲町営スキー場
- ひらたないスキー場
- 八雲町リサイクルセンター（最終処分場）
- 八雲町斎場
- 八雲町熊石斎場

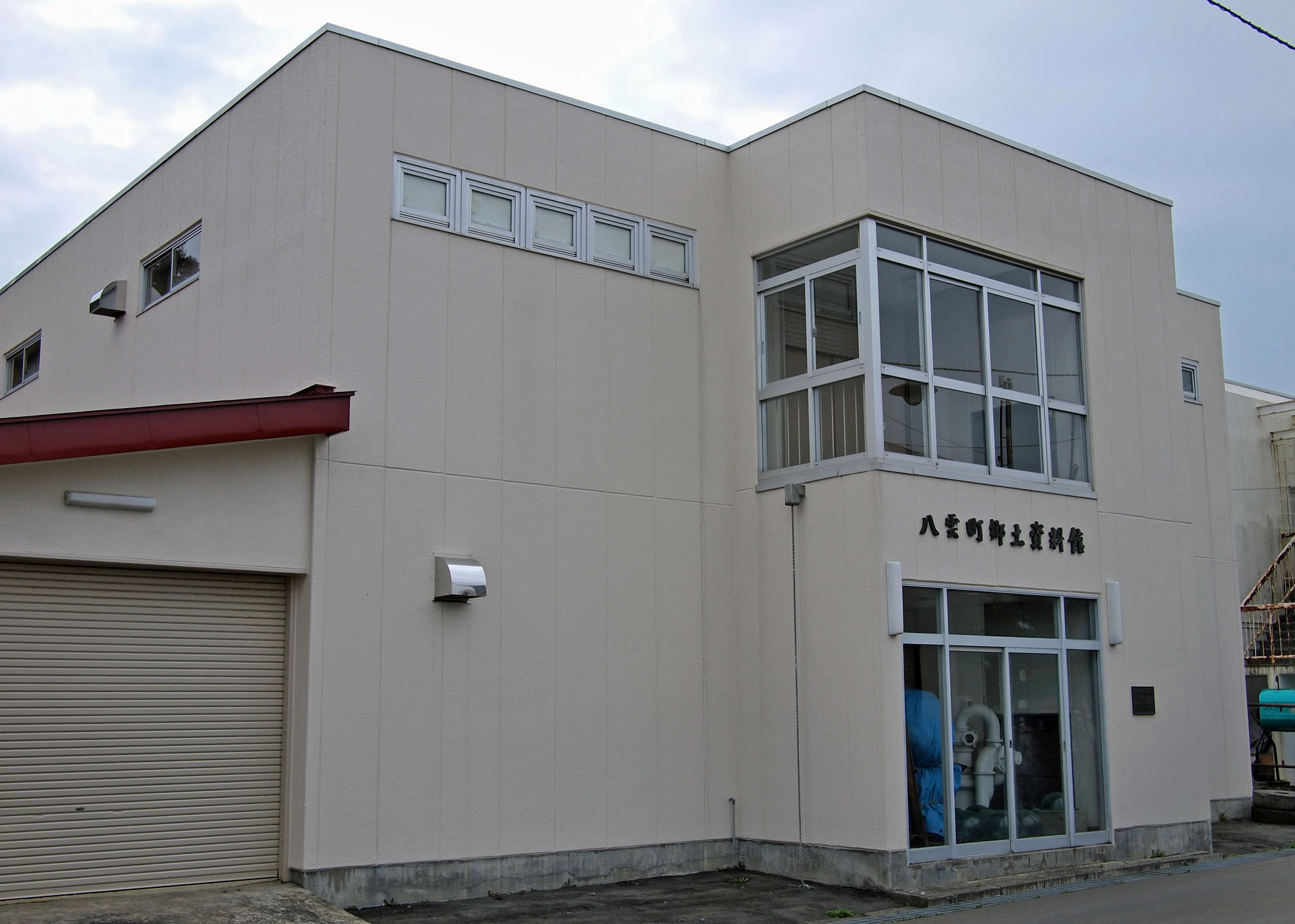
八雲町郷土資料館（2010年5月）

## 対外関係

### 姉妹都市･提携都市

#### 国内
友好都市
- 小牧市（愛知県）
1986年（昭和61年）10月24日に友好提携締結。尾張徳川家第20代当主徳川義知の提言により交流が始まり、1983年（昭和58年）から児童交流を開始した[24]。1989年（平成元年）には「小牧市・八雲町交流市民の会」が設立した[25]。

## 経済
農業では早くから馬鈴薯（ジャガイモ）の作付けが行われているほか、北海道を代表する軟白ねぎの生産地になっている。また、もち米やダイコンなどの野菜、カスミソウやスターチスなどの花卉、熊石地域のミニトマトやイチゴの高設栽培、メロンなどを生産している。酪農も早くから西洋農法を積極的に取り入れたため「北海道酪農発祥の地」と言われており、現在でも乳牛1万頭、牛乳の生産4万5千トンと道南で随一の規模を誇っている。漁業では太平洋と日本海に面していることから豊富な魚介類が水揚げされている。内浦湾（噴火湾）ではホタテガイを中心とした栽培漁業が行われているほか、日本海側のアワビ養殖は採卵から成貝までの一貫体制が確立しており、ともに北海道内で有数の養殖業になっている。日本海側の熊石沖では、水深343 mの「日本海固有水」と呼ばれる海洋深層水を取水している。熊石海洋深層水は低水温で豊富な栄養特性があり、不純物も少なく一般細菌の汚染がない清浄性に優れている特長があり、生鮮魚介類の洗浄や栽培漁業への活用、食品加工への活用などの研究が進められている。漁港は熊石地域に熊石漁港（第3種漁港）、関内、泊川、相沼の3港があり、八雲地域に八雲漁港（第2種漁港）、栄浜、落部、東野、山越、黒岩の5港がある。

### 第一次産業

#### 組合
- 新函館農業協同組合（JA新はこだて）八雲支店・落部支店
- 北海道農業共済組合（NOSAI北海道）道南東部家畜診療センター[30]
- 八雲町漁業協同組合[31]
- 落部漁業協同組合[32]
- ひやま漁業協同組合熊石支所・相沼出張所[33]
- 八雲町ホタテ生産者加工業協同組合[34]
- 山越郡森林組合
- 八雲町バイオサイクル協同組合

### 第二次産業
工場などの建設用地としては野田生（のだおい）に「野田生工業団地」、熊石に「熊石企業誘致用地」を造成している。

### 第三次産業
主な商業施設
- 道南ラルズ（アークスグループ）
  - ラルズマート八雲店
- イオン北海道
  - マックスバリュ八雲店
- ホクレン商事
  - エーコープやくも店
- サッポロドラッグストアー
  - サツドラ八雲店
- ツルハ
  - ツルハドラッグ八雲店
  - ツルハドラッグ八雲本町店
- DCMホーマック
  - DCMホーマック八雲店

### 宅配便
- ヤマト運輸函館主管支店
  - 北海道八雲センター
  - 江差かもめ島センター（江差町）
- 佐川急便八雲営業所

### 金融機関
- 北洋銀行八雲支店
- 渡島信用金庫八雲支店
- 道南うみ街信用金庫熊石支店
- 北海道労働金庫八雲支店
- JAバンク北海道（北海道信用農業協同組合連合会）JA新はこだて 八雲支店
- JFマリンバンク北海道（北海道信用漁業協同組合連合会）八雲町・落部

### 町内に拠点を置く企業
- 日本フードパッカー
- 新サカイヤフーズ
- 服部醸造
- ジェーシー・コムサ
- ヤマハマリン北海道製造
- 八雲製材所
- 八雲産業
- 中外鉱業株式会社八雲鉱山 - かつて鉛・亜鉛・マンガンを産出していたが1969年に閉山

## 通信

### マスメディア

#### 新聞社
- 北海道新聞社 八雲支局

### 電力
- 北海道電力ネットワーク 八雲ネットワークセンター

## 教育

### 高等学校
道立
- 北海道八雲高等学校

### 中学校
町立
- 八雲町立落部中学校
- 八雲町立野田生中学校
- 八雲町立八雲中学校
- 八雲町立熊石第一中学校
- 八雲町立熊石第二中学校

### 小学校
町立
- 八雲町立落部小学校
- 八雲町立東野小学校
- 八雲町立野田生小学校
- 八雲町立山越小学校
- 八雲町立浜松小学校
- 八雲町立八雲小学校
- 八雲町立山崎小学校
- 八雲町立熊石小学校
- 八雲町立熊石小学校（旧熊石町内にあった関内、雲石、泊川、相沼の4つの小学校が統合して2017年4月に開校）

### 幼稚園
私立
- マリア幼稚園
- 八雲幼稚園

### 保育園
町立
- 熊石保育園（町立）
- 相沼保育園（町立）

私立
- あかしや保育園
- 国の子保育園
- なかよし保育園
- こばと保育園（季節保育所）
- はまなす保育園（季節保育所）

### 特別支援学校
道立
- 北海道八雲養護学校

### 大学（研究施設）
- 日本大学 生物資源科学部付属八雲演習林[37]
- 北里大学 獣医畜産学部附属フィールドサイエンスセンター八雲牧場[38]

## 交通

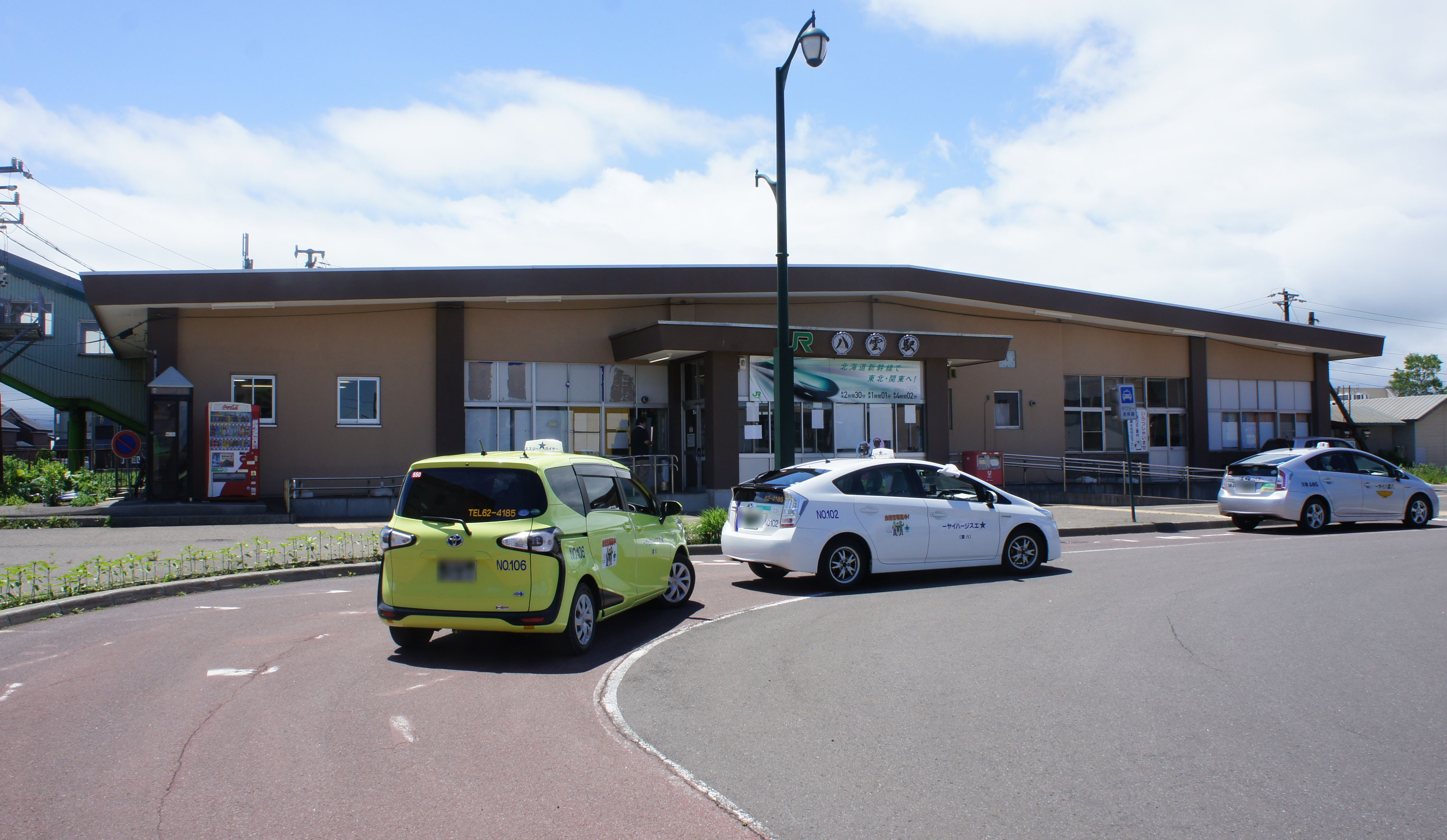
八雲駅（2018年6月）

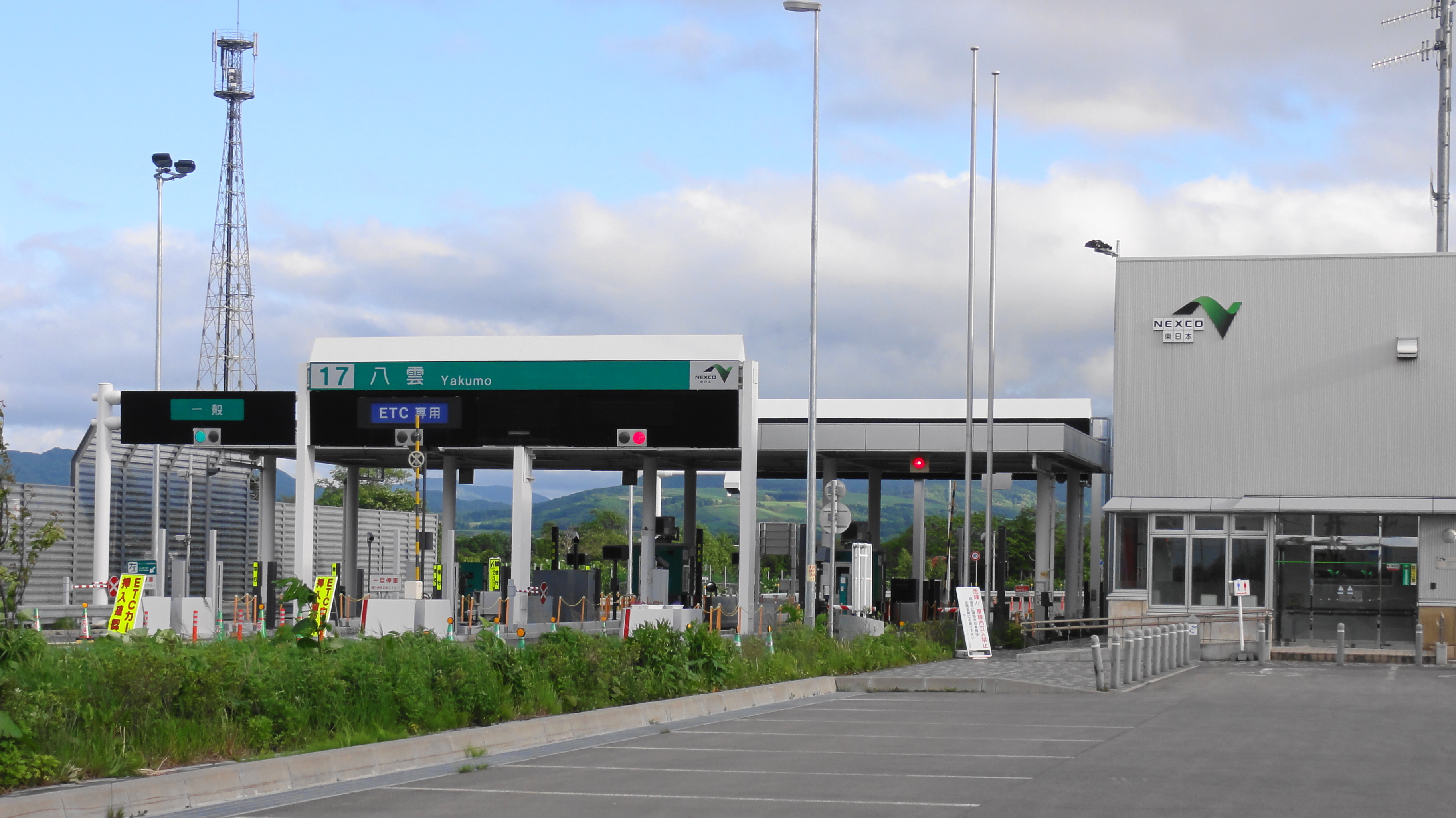
八雲IC（2011年6月）

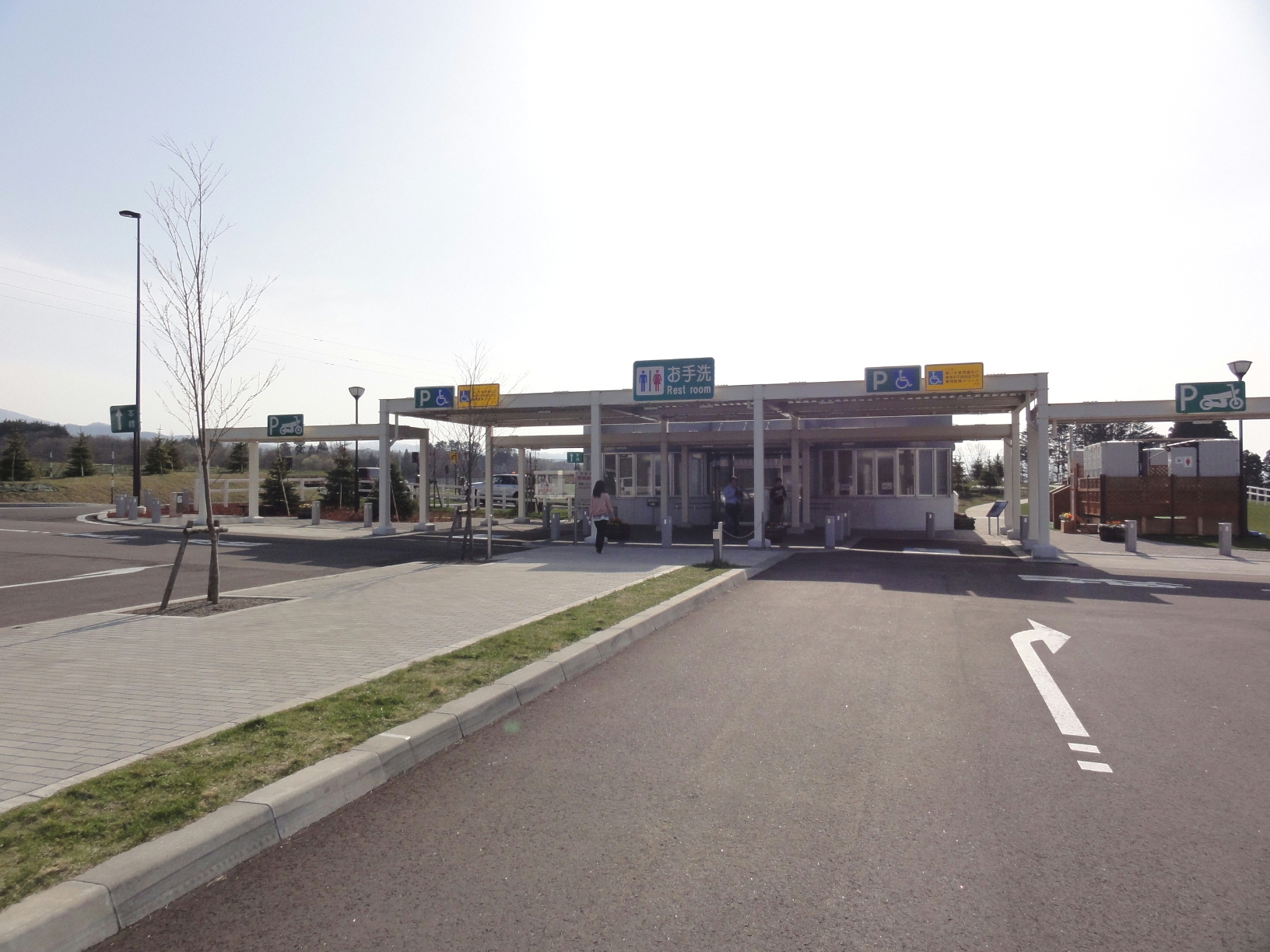
八雲PA（2010年5月）

### 空港
- 八雲飛行場

### 鉄道
北海道新幹線の札幌方面延伸時には、新八雲駅（仮称）が開業する予定である。
北海道旅客鉄道（JR北海道）
- ■函館本線：落部駅 - 野田生駅 - 山越駅 - 八雲駅 -（鷲ノ巣信号場）- 山崎駅 - 黒岩駅

### バス
函館バス（共同運行会社含む）
- 函館市 - 七飯町 - 森町 - 八雲 - 長万部町[39]
- 函館市 - 七飯町 - 北斗市 - 森町 - 八雲 - 今金町 - せたな町瀬棚区「快速瀬棚号」[40]
- 江差町 - 熊石[41]
- 八雲 - 札幌市「高速はこだて号」[42]

檜山海岸線予約バス（デマンド型交通）
- 熊石 - せたな町大成区[43]

熊石・八雲間予約バス（デマンド型交通）
- 熊石 - 八雲[44]

### タクシー
北海道運輸局による「一般乗用旅客自動車運送事業（タクシー）の自動認可運賃等」では「北海道D地区」の運賃となる。
- 八雲ハイヤー
- エスジーハイヤー
- 旭ハイヤー

### 道路
国道5号の一部区間は、シーニックバイウェイの「函館・大沼・噴火湾ルート」、国道229号は「日本海追分ソーランライン」になっている。

#### 高速道路
- 道央自動車道（北海道縦貫自動車道）
落部IC - 八雲PA（ハイウェイオアシス併設） - 八雲IC

#### 国道
- 国道5号
  - 八雲バイパス
- 国道229号（国道276号・国道277号との重用区間あり）
- 国道277号
  - 雲石峠

#### 道道
主要道道
- 北海道道42号八雲北檜山線
- 北海道道67号八雲厚沢部線

一般道道
- 北海道道202号八雲停車場線
- 北海道道263号八雲今金線
- 北海道道572号八雲港線
- 北海道道573号桜野野田生停車場線
- 北海道道1029号花浦内浦線
- 北海道道1155号落部インター線

## 観光

### 文化財
国指定
- 重要文化財
  - コタン温泉遺跡出土品[47]  - 八雲町郷土資料館蔵

道指定
- 有形文化財
  - 木造地蔵菩薩立像[47] - 法蔵寺
  - 熊石の山海漁猟供養塔[47] - 法蔵寺
  - 無量寺寛保津波の碑[47] - 無量寺
  - 赤彩注口土器[47] - 八雲町郷土資料館蔵

町指定
- 有形文化財
  - 有形文化財（美術工芸品）12件[47] - 八雲町郷土資料館など
  - 有形民俗文化財4件[47] - 八雲町郷土資料館など
- 無形民俗文化財
  - 相沼奴[47] - 相沼奴保存会

名勝
- 梅村庭園[47]

天然記念物
- 御所の松と碑[47] - 落部八幡宮
- 奇岩雲石[47]

### 名所･旧跡
主な神社
- 八雲神社

史跡
- 山越内関所跡[47]
- 徳川農場事務所跡[47]
- 竹内農場事務所跡[47]

### 観光スポット
- 黒岩の奇岩
- さらんべ公園
- 八雲町郷土資料館
- 梅村庭園・梅雲亭
- 八雲町育成牧場
- 北海道立噴火湾パノラマパーク
- ハーベスター八雲
- 八雲町情報交流物産館 丘の駅
- 八雲町役場（設計：田上義也 1961年）
- 八雲町公民館（設計：田上義也 1965年）
- 落部公園
- 熊石歴史記念館
- 熊石青少年旅行村
- 奇岩雲石
- 霊場門昌庵

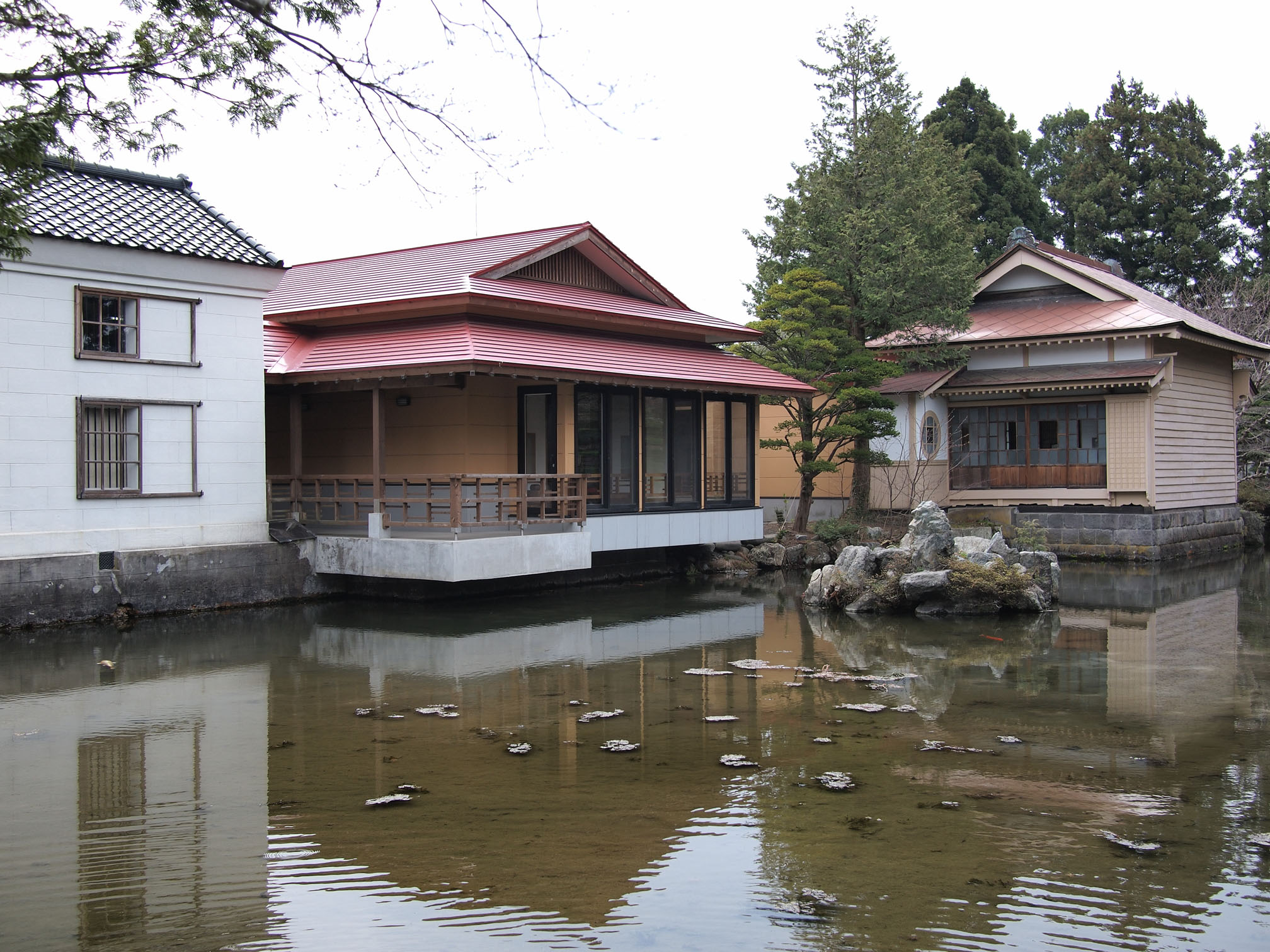
梅村庭園（2010年5月）
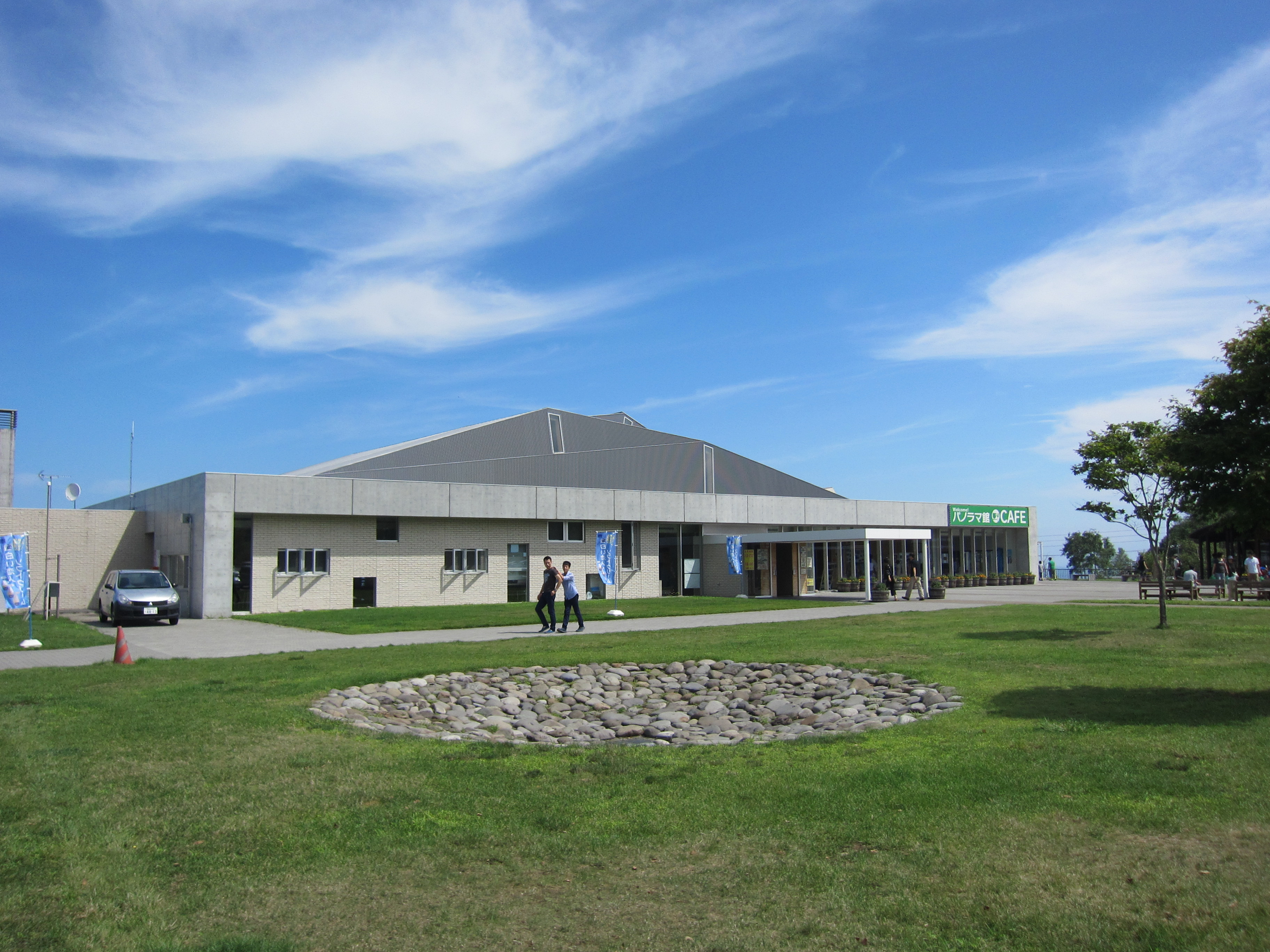
北海道立噴火湾パノラマパークのパノラマ館（2014年8月）
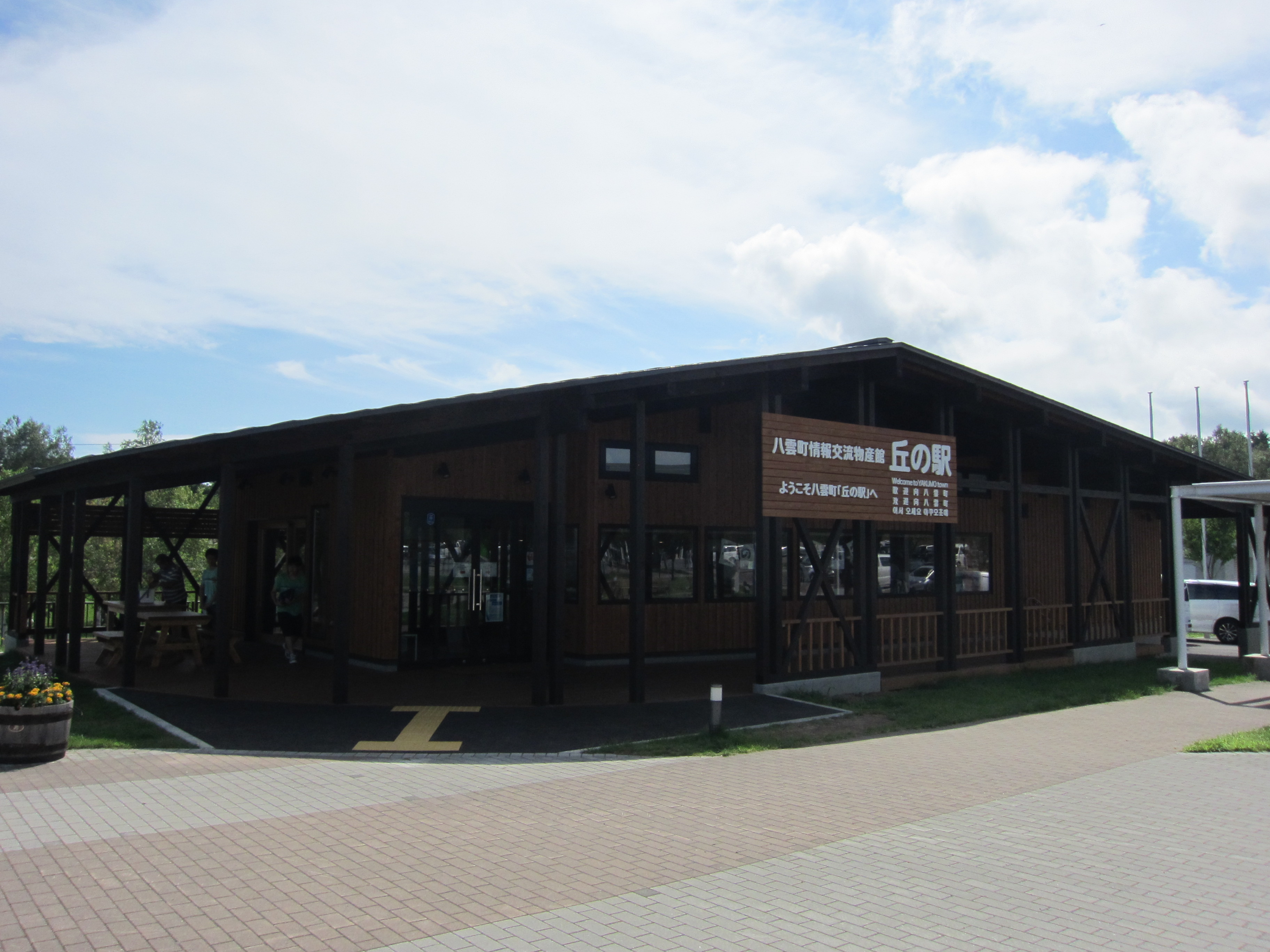
八雲町情報交流物産館 丘の駅（2014年8月）

温泉
- 浜松温泉
- 桜野温泉
- 上の湯温泉（銀婚湯温泉）
- 八雲温泉
- 見市温泉
- 平田内温泉

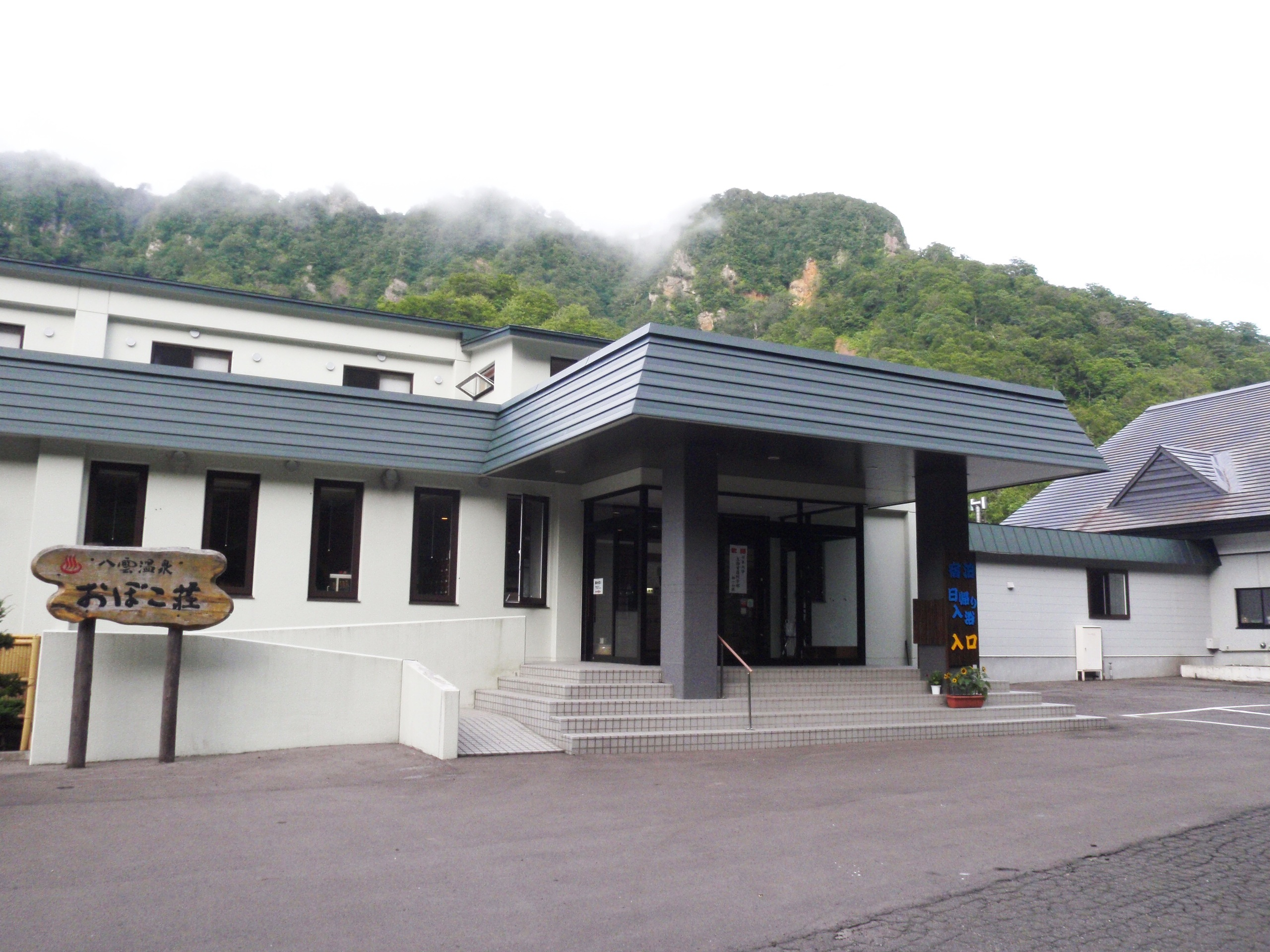
八雲温泉 おぼこ荘（2011年8月）
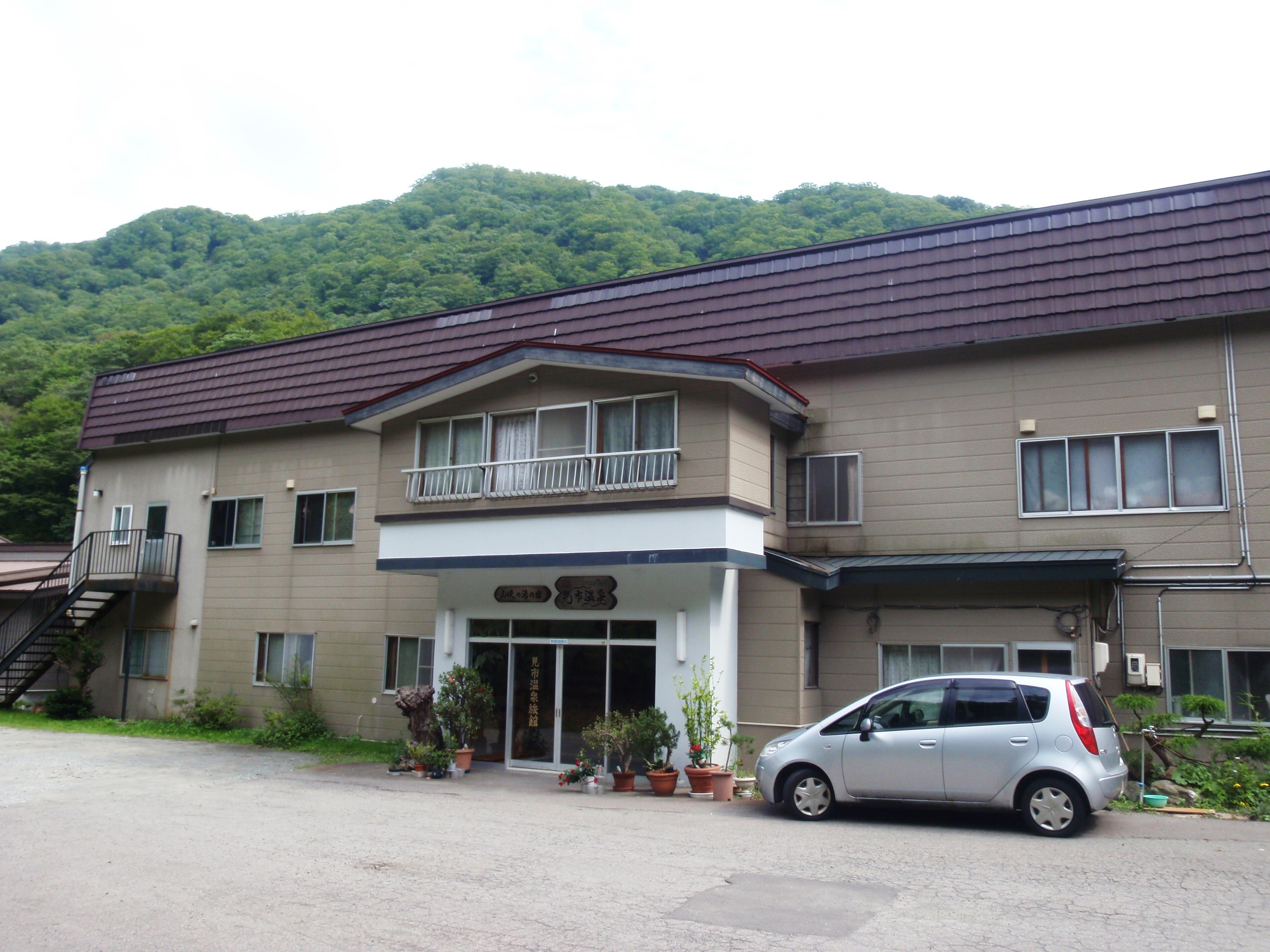
見市温泉旅館（2011年8月）

## 文化

### 祭事･催事
- 八雲さむいべや祭り（2月）
- 熊石あわびの里フェスティバル（5月）
- 落部公園つつじ祭り（6月）
- 八雲神社例大祭（6月）
- 八雲山車行列（7月）[48]
- 熊石商工会夏まつり（8月）
- 熊石産業まつり（9月）
- やくも大漁秋味まつり（10月）

### 特産･名産
道南随一の規模を誇る酪農では牛乳、チーズ、アイスクリームなどの乳製品がある。畜産では肉用牛の生産が盛んであり、循環型畜産によって育てた「北里八雲牛」がある。稲作では八雲地域でもち米の「風の子もち」、熊石地域ではうるち米を生産しており、畑作では北海道を代表するネギの生産地になっている。
かつては馬鈴薯（ジャガイモ）を原料としたデンプンの製造が盛んであり、1931年（昭和6年）に榊原安茂がでんぷん飴にビート糖やバターを配合したバター飴を開発して販売を始めたため、「バター飴発祥の地」になっている。また、八雲は「木彫り熊発祥の地」でもあり、徳川義親が旅行でスイスを訪れた際に土産品として販売していた木彫り熊を八雲の農民の副業に奨励しよう買い求めて帰国し、1924年（大正13年）に第1号を製作した。木彫りの熊には細かく毛を彫る「毛彫り」と面で熊を表現する「面彫り」があり、肩の盛り上がりから放射状に毛が流れる「菊型毛」は八雲産の特徴であり、面彫りは八雲オリジナルの彫り方である。

## 出身･関連著名人

### 名誉町民
- 徳川義親（尾張徳川家第19代当主。元貴族院議員）
- 久保田正秋（元八雲町議会議長）

### 出身人物
- シヒラ竜也（漫画家）
- 椎久年蔵（アイヌ、アイヌ文化伝承者）
- 阿部佑宇（バスケットボール選手）
- 伊吹吾郎（俳優。旧熊石町出身）
- 大林雅美（元タレント）
- 小西ゆかり（射撃選手）
- 小林正寛（俳優、声優）
- 佐藤博明（会計学者、元静岡大学学長）
- たなかてつお（漫画家）
- 福島實智子（射撃選手。旧熊石町出身）
- 辨開凧次郎（アイヌの家畜商）[54]
- 保阪正康（ノンフィクション作家）
- 松浦周太郎（政治家。美深町名誉町民）
- 余湖裕輝（漫画家。旧熊石町出身）
- 片岡奨人（プロ野球選手）
- 山田雅博（数学者、第23代岐阜大学教育学部長）
- 吉田とん（とんたくと）（お笑い芸人）

### ゆかりのある人物
- 荒井幸作（政治家・実業家）
- 阿知波悟美（女優）
- 海部昂蔵（尾張徳川家家職）
- 片桐助作（尾張徳川家家職）
- 辻本繁（聾唖教育者）
- 鶴田知也（小説家）
- 徳川慶勝（尾張藩14代藩主、尾張徳川家第14代・17代当主）
- 永田方正（教育者）
- 瞳みのる（ドラマー。ザ・タイガースメンバー）
- 飯田清悦郎（フリージャーナリスト）

## 参考資料
- “八雲町国民保護計画” (PDF).   八雲町 (2007年). 2017年3月28日閲覧。
- “八雲町 くらしの便利帳” (Flash).   八雲町 (2014年). 2017年3月28日閲覧。
- 『統計 八雲』, 八雲町, (2015)
- 八雲町史年表
- デジタル八雲・熊石町史